# ماريو كاسانو
ماريو كاسانو (بالإيطالية: Mario Cassano)‏ (8 أكتوبر 1983 في إيطاليا - ) هو لاعب كرة قدم إيطالي في مركز حراسة المرمى. شارك مع منتخب إيطاليا تحت 20 سنة لكرة القدم ومنتخب إيطاليا لكرة القدم للدرجة الثانية ‏. أما مع النوادي، فقد لعب مع فيورنتينا ونادي إمبولي ونادي بياتشينزا ونادي ريجينا ونادي سامبدوريا ونادي مونزا ونادي فوغيريزي 1919 ‏.